# Софі Юбер
Софі Юбер (фр. Sophie Huber, 26 листопада 1985) — французька плавчиня.
Учасниця Олімпійських Ігор 2008 року.
Призерка Чемпіонату світу з водних видів спорту 2007 року.
Призерка Чемпіонату Європи з водних видів спорту 2006 року.
Призерка літньої Універсіади 2005 року.